# Willi Block

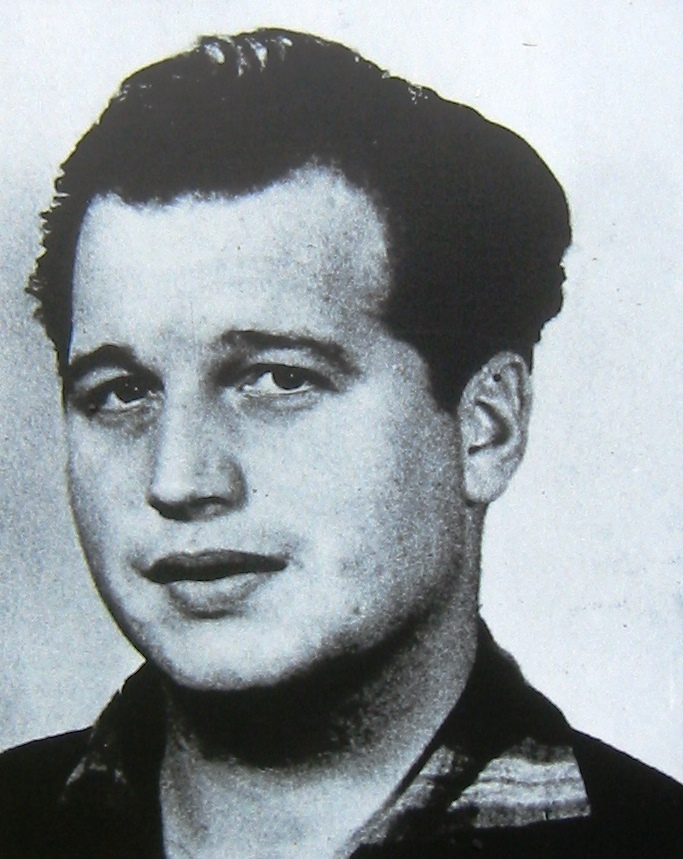
Willi Block

Willi Block (ur. 5 czerwca 1934 w Berlinie, zm. 7 lutego 1966 w Staaken) – ofiara śmiertelna Muru Berlińskiego zamordowana przez żołnierzy wojsk granicznych NRD podczas próby ucieczki do Berlina Zachodniego.

## Życiorys
Po ukończeniu szkoły Block rozpoczął naukę zawodu robotnika budowlanego. W latach 1954–1959 służył w policji granicznej oraz uczęszczał do szkoły oficerskiej po której ukończeniu został instruktorem szkoleniowym oraz dowódcą czołgu. Podczas budowy Muru Berlińskiego pełnił służbę pomocniczą jako członek paramilitarnych brygad roboczych. Był także członkiem SED.
Block uciekał kilkakrotnie z NRD. Po pierwszej z prób, podjętej z powodzeniem 13 stycznia 1962 r., wrócił po upływie miesiąca do kraju w celu sprowadzenia swojej żony. Podczas tego powrotu został jednak aresztowany i osadzony za karę w obozie pracy, po którego opuszczeniu zobowiązał się do współpracy z władzami jako tajny informator. Krótko po zwolnieniu zbiegł 18 sierpnia ponownie do Berlina Zachodniego, gdzie zameldował o zwerbowaniu go przez Stasi. W związku z jednoczesnym przyznaniem się do poinformowania bezpieki o praktykowanych przez Berlin Zachodni procedurach przyjmowania uchodźców, prokuratura państwowa wszczęła przeciwko niemu dochodzenie pod zarzutem złamania ustawy o ochronie wolności. W grudniu tego samego roku pojawił się jednak ponownie w NRD w związku z wniesionym przez żonę pozwem rozwodowym. Aresztowany tym razem pod zarzutem szpiegostwa, skazany został w kwietniu 1963 r. na karę pięciu lat pozbawienia wolności. W listopadzie 1965 r. opuścił zakład karny w Budziszynie podejmując pracę w betonowni w Staaken. Okres tego zatrudnienia stał pod znakiem licznych konfliktów z przełożonymi, podczas godzin pracy Block często spożywał alkohol.
7 lutego 1966 r. znajdował się w wysokim stopniu nietrzeźwości, przez co zabroniono mu wykonywania obowiązków. W godzinach popołudniowych udał się w pobliże terenu granicy, gdzie najpierw pokonał pierwszy z płotów zabezpieczających, po czym przekroczył wybieg dla psów. Około godziny 15.45 zauważony został przez dwóch żołnierzy wojsk granicznych, którzy oddali strzały ostrzegawcze. Te nie powstrzymały jednak uciekającego, który zdołał dobiec do ostatnich przeszkód przed umocnieniami Berlina Zachodniego, zaplątując się w zwoje drutu kolczastego. Jako że po obu stronach granicy zgromadzili się zarówno żołnierze NRD, jak i zachodnioniemieccy policjanci, unieruchomiony i leżący na brzuchu Block zaczął prosić ostatnich o pomoc, ci jednak mogli jej udzielić dopiero po znalezieniu się uciekiniera na terytorium Berlina Zachodniego. Wschodnioniemieccy strażnicy nawoływali z kolei tegoż do powrotu na stronę NRD, co w związku z unieruchomieniem przez zasieki również było niemożliwe. Podczas rozpaczliwej próby uwolnienia się ze zwojów drutu, Block krzyknął zdesperowany: „Zastrzelcie mnie, psy!”, w czego następstwie zarówno żołnierze, jak i obecny na miejscu ich przełożony otworzyli ogień. Nawet po wystrzeleniu całej zawartości magazynka w służbowym pistolecie obecny na miejscu dowódca pułku zabrał jednemu z żołnierzy karabinek AK-47 aby móc dalej strzelać. Spośród 72 oddanych w kierunku unieruchomionego Blocka strzałów cztery okazały się śmiertelne. Dwóch żołnierzy, którzy spostrzegli wieczorem wrzucone na ciężarówkę zwłoki ofiary, zdecydowało się jeszcze tego samego dnia na zakończoną powodzeniem próbę ucieczki.
Podczas gdy w prasie zachodnioniemieckiej ukazały się liczne informacje o zdarzeniu, media NRD stylizowały zabitego na kryminalistę i agenta Zachodu. Dochodzenie karne w tej sprawie rozpoczęło się dopiero po zjednoczeniu Niemiec w procesie odbywającym się przed sądem krajowym w Berlinie w 1993 r. Podczas gdy z powodu braku materiału dowodowego uniewinniono szefa sztabu, dwóch żołnierzy i ich przełożonego, sąd skazał dowódcę pułku na karę trzech lat pozbawienia wolności w związku z wyraźnymi przesłankami usiłowania wykonania bezprawnej egzekucji.